# 三井寺站

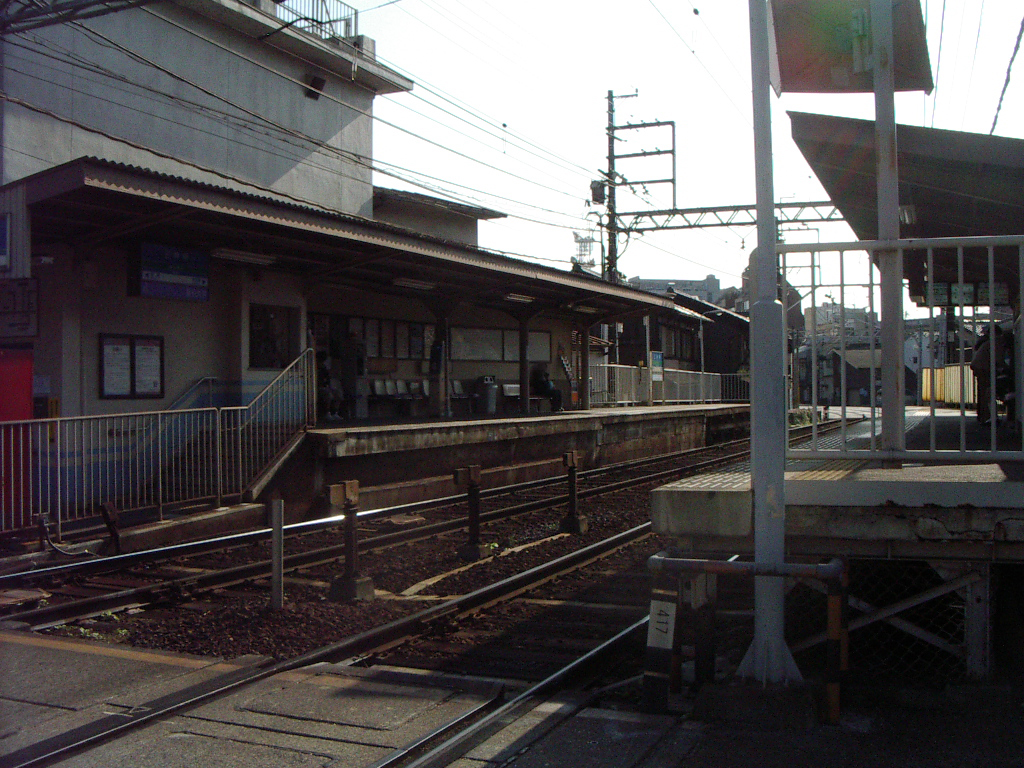
月台

三井寺站（日语：／ Miidera eki */?）是位於滋賀縣大津市濱大津三丁目，京阪電氣鐵道的石山坂本線停留場。車站編號為OT13。

## 歷史
- 1922年（大正11年）5月7日 - 大津電車軌道濱大津站延伸至此站，此站啟用。
- 1927年（昭和2年）
  - 1月21日 - 公司合併後，成為琵琶湖鐵道汽船車站[3][4]。
  - 5月15日 - 此站延伸至兵營前站（現時：大津市役所前的舊站），成為中途站。
- 1929年（昭和4年）4月11日 - 公司合併後，成為(舊)京阪電氣鐵道石山坂本線的車站[3][4]。
- 1943年（昭和18年）10月1日 - 公司合併後，成為京阪神急行電鐵（現時：阪急電鐵）的車站[3][5]。
- 1945年（昭和20年）
  - 5月15日 - 為了防止運輸混亂，車站暫停營業。
  - 12月2日  - 車站重開。
- 1949年（昭和24年）12月1日 - 公司分離後，成為(新)京阪電氣鐵道的車站[3][5]。
- 2007年（平成19年）4月1日 - 此站開始可以使用PiTaPa。

## 車站構造
車站是一座地面車站，設有2面2線的相對式月台。上下行月台各自設有檢票口。各個檢票口位於月台靠近坂本一方。此站是無人車站。

### 月台
| 月台 | 路線        | 上下行 | 方向                                                                     | 備註                               |
| ---- | ----------- | ------ | ------------------------------------------------------------------------ | ---------------------------------- |
| 西邊 | ▼石山坂本線 | 下行   | 京阪大津京、坂本比叡山口方向                                             |                                    |
| 東邊 | ▼石山坂本線 | 上行   | 琵琶湖濱大津、京阪膳所、石山寺方向 ▲京津線（ 地下鐵東西線 三條京阪）方向 | 京津線需要在琵琶湖濱大津站轉乘列車 |

※月台可容納2卡列車。在旅客資訊上沒有編排月台編號。

## 車站周邊
- 琵琶湖疏水
- 周航紀念碑
- 琵琶湖賽艇場（日语：びわこ競艇場）
- 園城寺（三井寺）
- 圓滿院門跡（日语：円満院）
- 大津市立長等小學
- 大津觀音寺郵局
- 大津市長等市民中心
- 國道161號（日语：国道161号）

## 相鄰車站
京阪電氣鐵道
▼石山坂本線
琵琶湖濱大津（OT12）－三井寺（OT13）－大津市役所前（OT14）

## 注腳
1. ↑  大津市統計年鑑
2. ↑  停車站資訊圖 （页面存档备份，存于）（日語） - 京阪電氣鐵道
3. 1 2 3 4  高橋 2017，第28頁.
4. 1 2  寺田 2013，第276頁.
5. 1 2  寺田 2013，第275頁.
6. ↑  大津線駅係員配置時間 （页面存档备份，存于）（日語）

## 外部連結
- 三井寺 - 京阪電氣鐵道